# 厚木讃歌
「厚木讃歌」（あつぎさんか）は、1987年（昭和62年）に神奈川県厚木市で発表された市民愛唱歌である。作詞・中村千栄子、作曲・石井歓。

## 解説
1987年（昭和62年）の市制30周年を記念し、当時の足立原茂徳市長が掲げていた文化・芸術振興の方針に沿うものとして市民歌の作成が行われた。作詞・作曲は市町村歌の制定時に多く見られる一般公募ではなくどちらも依頼によるもので、1981年（昭和56年）に第36回文化庁芸術祭優秀賞を受賞した組曲「花之伝言」を作詞・作曲した中村と石井が手掛けている。
同年10月10日には市民コンサートで昭和音楽大学女声合唱団による演奏が行われ、ビクター音楽産業（現JVCケンウッド・ビクターエンタテインメント）により五十嵐喜芳の歌唱を吹き込んだシングル盤（PRA-11310）が製造された。
しかし、その後は市の行事においても演奏実態が消失しており、ウェブサイトでも一切紹介されていないばかりか2012年（平成24年）に東京堂出版から刊行された『全国 都道府県の歌・市の歌』にも未収録となっている。前述の市民コンサートで指揮を執った声楽家で元市教育長の内田忠之は発表から30年近く経過した2016年（平成28年）に『タウンニュース』厚木・愛川・清川版への寄稿で遺憾の意を表明しているが、2021年（令和3年）に神奈川新聞が行った県内の市歌制定状況調査においても厚木市は「未制定」と回答しており、足立原市政下で作られた「厚木讃歌」が市においてどのような位置付けを持つのかは不明瞭な状態である。